# جو بايين
جو بايين (بالفارسية: جو پایین) هي قرية تقع في قسم بيزكي الريفي (مقاطعة تشناران) في إيران. يقدر عدد سكانها بـ 134 نسمة .